# Lago Seal
Lago Seal, también conocido como lago Sael, Saelso, Saelsöen y Sælsø, es un fiordo de agua dulce sin salida al mar en el sur de la Tierra del Rey Federico VIII, en la costa noreste de Groenlandia.  La estación meteorológica danesa Danmarkshavn, el único lugar habitado de la zona, se encuentra a unos 30 km (18,6 mi) al este. El lago y sus alrededores forman parte de la zona del Parque Nacional del Noreste de Groenlandia.
El lago Seal obtuvo su denominación a raíz de la expedición danesa que tuvo lugar en el este de Groenlandia entre 1906 y 1908. Este nombre se atribuye a una foca que, según los relatos de los expedicionarios, fue avistada en sus aguas. No obstante, el capitán Alf Trolle señaló que la designación original del lago era Store Sø (Gran Lago) o Lakse Sø (Lago del Salmón).

## Geografía
El lago Seal es un lago con estructura de fiordo. Se encuentra en la península de Germania Land, al norte del fiordo Mørkefjord. Un corto río descarga sus aguas en las costas septentrionales de la bahía Dove del mar de Groenlandia.
|  |